# Zurbano

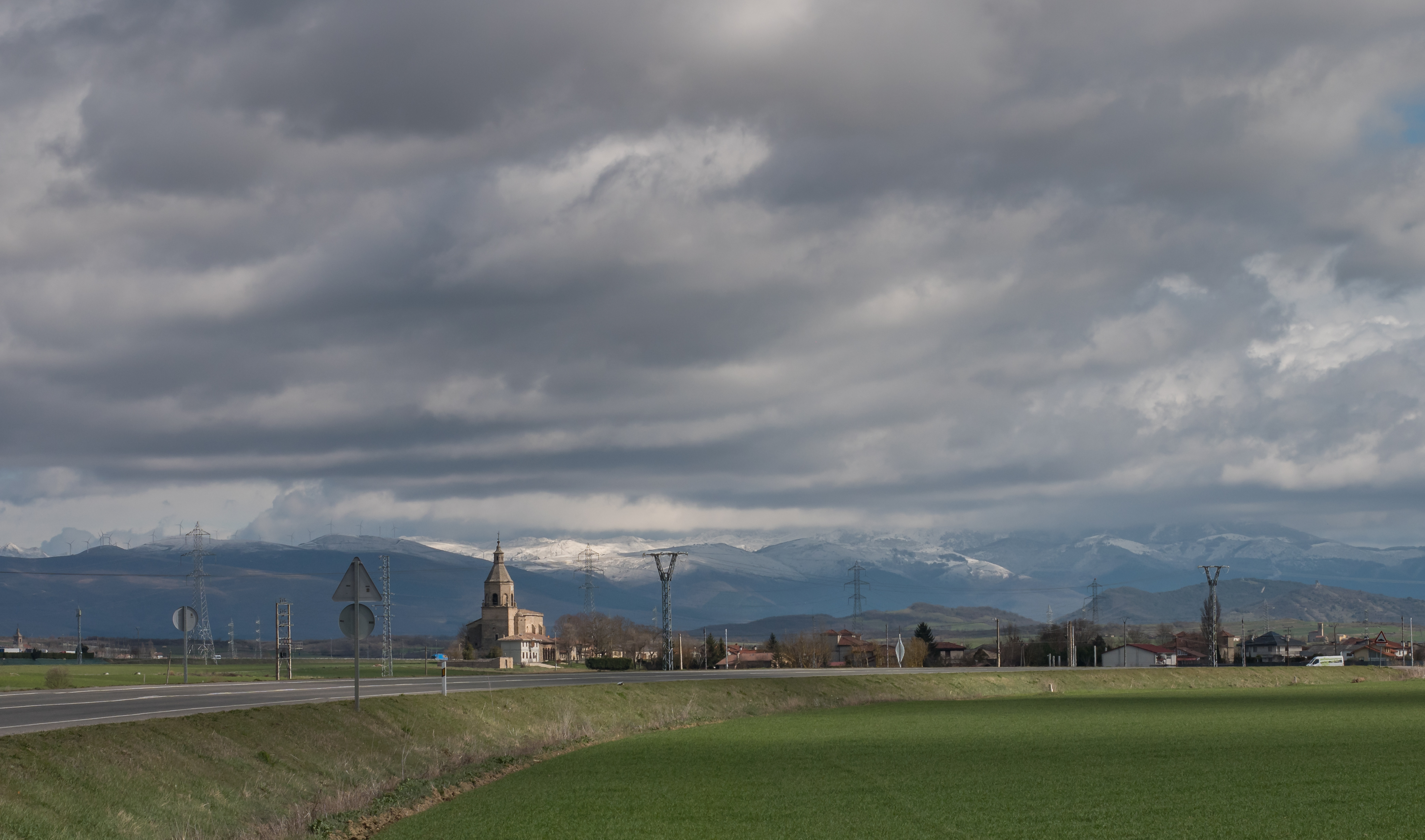
Zurbano

Zurbano en espagnol, ou Zurbao en basque, est un concejo de la municipalité d'Arratzua-Ubarrundia dans la province d'Alava de la Communauté autonome basque, d'environ 265 habitants en 2024. 

## Patrimoine
L'élément le plus remarquable de la municipalité est son ensemble de palais datant des XVIIe et XVIIIe siècles, qui ont appartenu à des familles telles que les Basterra, Isunza, Otalora et Iriarte. Le palais rural de la famille Zurbano, classé bien d'intérêt culturel et patrimoine historique, est le plus remarquable d'entre eux. Parmi les autres palais du village, se distingue les palais Otálora-Guevara, Ortiz de Zárate et Otazu. 
Le village compte d'autres maisons notables ornées d'armoiries sur les façades, et de nombreuses fermes rurales du type de celles que l'on trouve traditionnellement dans la Llanada Alavesa. 
L'église paroissiale de San Esteban protomártir date du XVe siècle et possède un élément de grand intérêt, considéré comme l'un des meilleurs de la Llanada Alavesa : le retable principal.

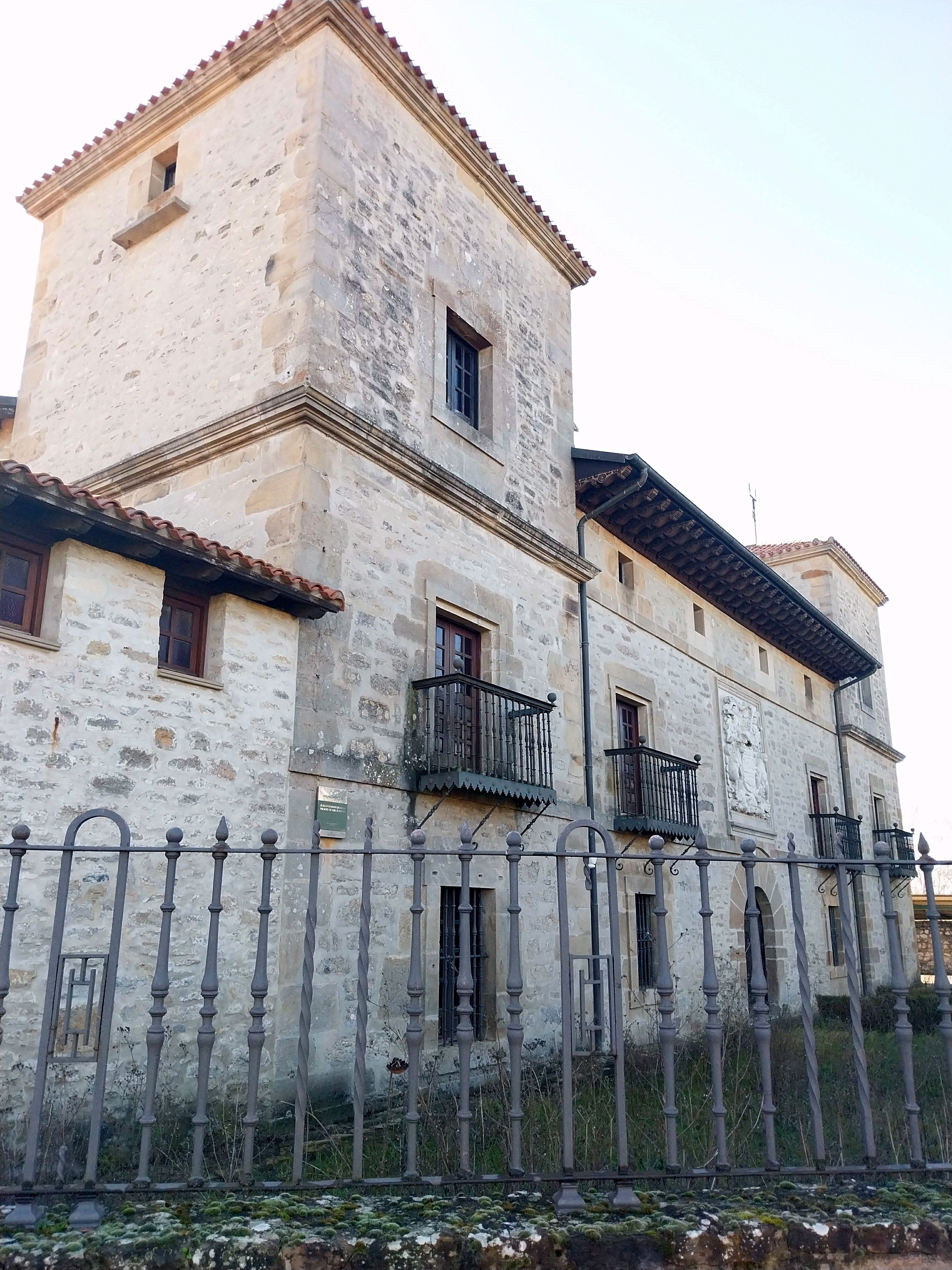
Le palais Zurbano.
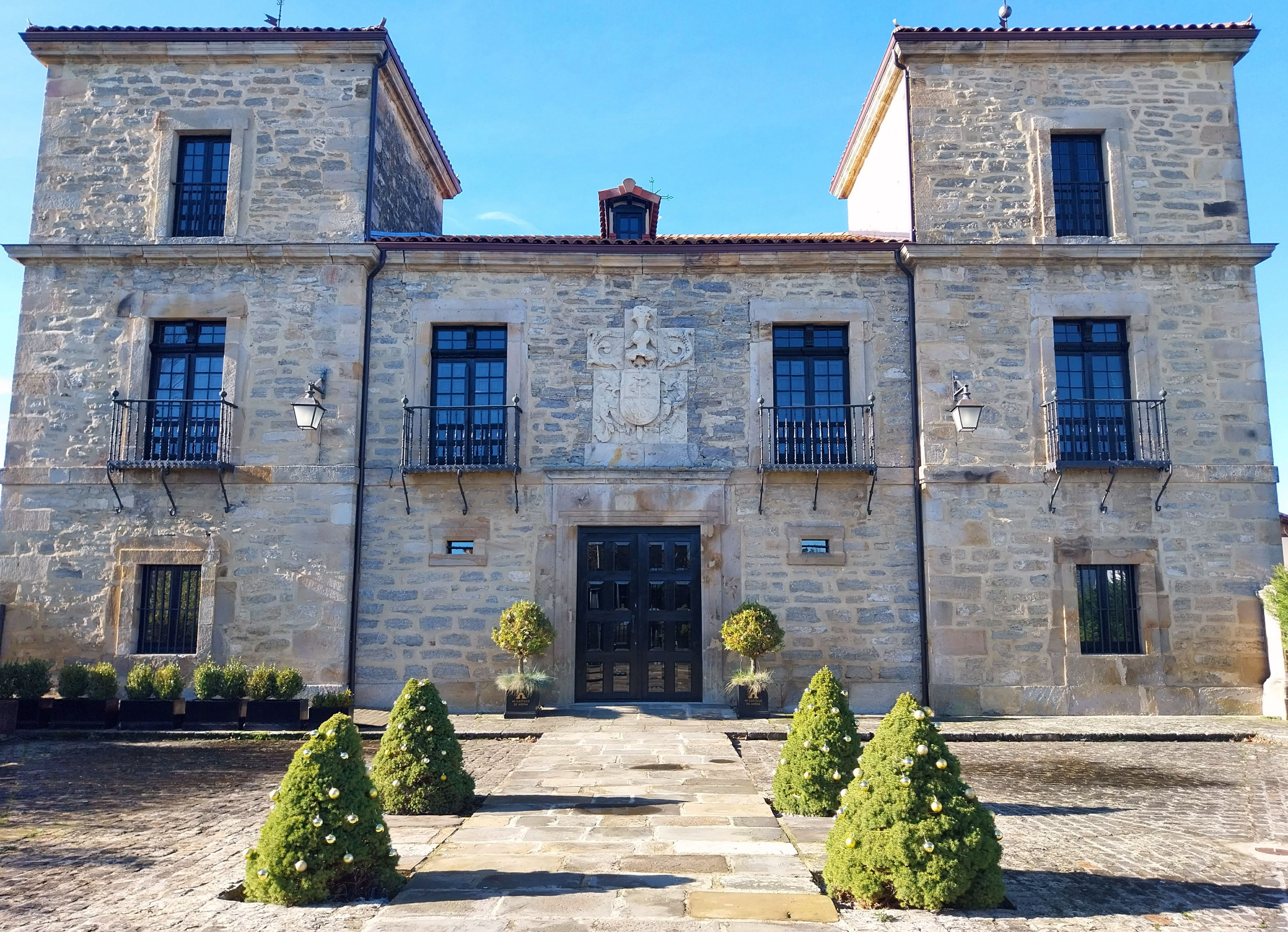
Le palais Otálora-Guevara.

### Article lié
Liste des municipalités d'Alava